# أبو مرزوق (قرية)
قرية أبو مرزوق هي إحدى القرى التابعة لمركز سيدي براني في محافظة مطروح في جمهورية مصر العربية. حسب إحصاءات سنة 2018، بلغ إجمالي السكان في أبو مرزوق 2,293 نسمة، منهم 1,148 رجل و 1,145 امرأة.